# بوتو (طعام)
بوتو هو طبق تقليدي من ولايات كيرلا وتاميل نادو في جنوب الهند وأجزاء من كرناتكا، وكذلك من سريلانكا. يُصنع من أسطوانات مطهوة على البخار من الأرز المطحون مع طبقات من جوز الهند، وأحيانًا يُضاف إليه حشوة حلوة أو مالحة. عادة ما يُقدم بوتو كطبق إفطار ساخن، ويمكن تقديمه مع أطباق جانبية حلوة مثل سكر النخيل أو الموز، أو مالحة مثل تشانا ماسالا، الصلصة، الرسام، أو لحم بالكاري.

## المكونات

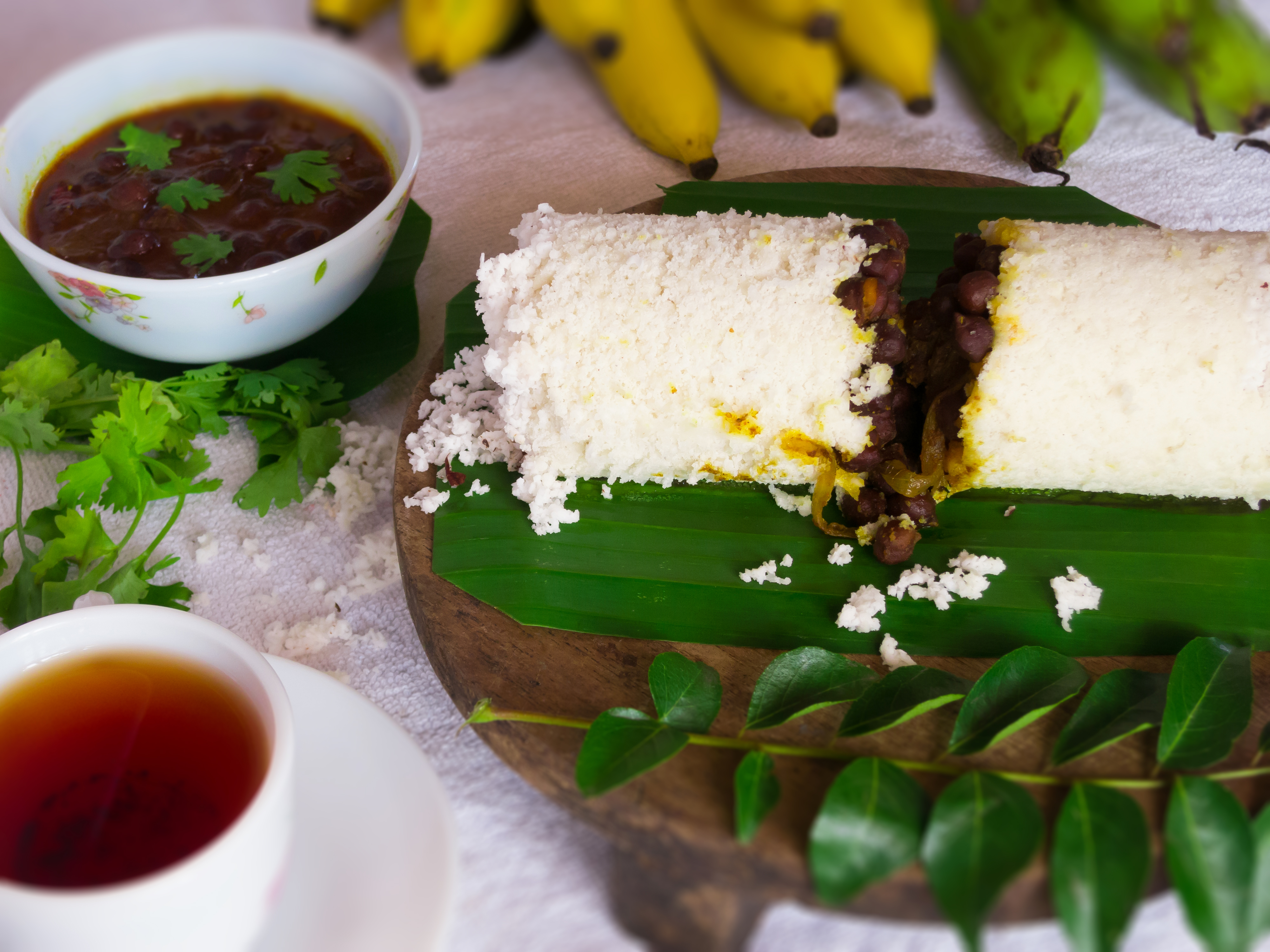
بوتو مع كاري الحمص

يتكون بوتو بشكل أساسي من الأرز المطحون بشكل خشن وجوز الهند المبشور مع القليل من الملح والماء. غالبًا ما يتم تتبيله بالكمون، ولكن يمكن إضافة توابل أخرى. النسخة السريلانكية عادة ما تُصنع من دقيق القمح أو دقيق الأرز الأحمر دون إضافة الكمون، بينما وصفات بهاتكال تتضمن استخدام جوز الهند العادي أو ماسالا المصنوع من جوز الهند المبشور والممزوج بلحم الضأن أو الروبيان.
في بنغلاديش، يُصنع الجزء الخارجي من مزيج من دقيق الأرز ودقيق مونج دال المطحون، في حين تتكون الحشوة من خليط من رقائق جوز الهند ونوع من السكر بالكراميل المشابه لدولسي دي ليتشي.